# Boarmia varia
Boarmia varia là một loài bướm đêm trong họ Geometridae.